# Akta Dresdena
Akta Harry’ego Dresdena (ang. The Dresden Files) – serial telewizyjny oparty na cyklu książek pod tym samym tytułem autorstwa Jima Butchera. Premiera pierwszego odcinka miała miejsce 21 stycznia 2007 w Stanach Zjednoczonych na kanale Sci Fi Channel oraz w Kanadzie na kanale Space. Ponadto od 15 lutego serial jest emitowany w Wielkiej Brytanii na Sky One.

## Powstawanie serialu
W 2005 Sci Fi Chanel ogłosił, iż zdecydowano się na nakręcenie dwugodzinnego filmu pt. Akta Harry’ego Dresdena. Był on jednocześnie pilotem serialu telewizyjnego, czego jednak początkowo nie ujawniono opinii publicznej. Producentami wykonawczymi zostali: Nicolas Cage, Hans Beimler, Robert Hewitt Wolfe, Norm Golightly oraz Morgan Gendel. Produkcję powierzono Lionsgate Television we współpracy z Saturn Films, studio filmowym, należącym do Nicolasa Cage'a. Produkcję rozpoczęto jesienią 2005 roku. Pierwotnie premierę zaplanowano na lato 2006 roku, ale 23 maja tegoż roku na liście JBAnnounce ogłoszono początek emisji na styczeń 2007 oraz powstanie 11 odcinków. Informacje te zostały potwierdzone następnego dnia przez Sci-Fi.
Pilot został nakręcony na podstawie scenariusza Hansa Beimlera i Roberta Hewitta Wolfe’a, jego akcja bazuje na treści pierwszego tomu cyklu Butchera pt. Front burzowy. Reżyserii podjął się David Carson, zdjęcia powstały w Toronto. W listopadzie 2005 roku było już wiadomo, iż w głównego bohatera wcieli się Paul Blackthorne.
Dwugodzinny odcinek miał być pierwotnie wyemitowany jako premierowy, ale pewne zmiany (min. w obsadzie), przeprowadzane na ostatnią chwilę, opóźniły jego ukończenie. W to miejsce umieszczono epizod trzeci (według kolejności powstawania). W związku z ponownym nakręceniem kilku scen, pilot został skrócony do godziny i stał się ósmym odcinkiem serii. Pełna wersja zostanie najprawdopodobniej wyemitowana później i nie będzie stanowić dalszego ciągu serialu.

## Obsada i bohaterowie
Obsada została zatwierdzona 29 listopada 2005 przez Roberta Hewitta Wolfe’a:

### Główni bohaterowie
- Harry Dresden (Paul Blackthorne) – główna postać cyklu, profesjonalny mag i prywatny detektyw do wynajęcia. W nietypowych i niecodziennych sprawach pomaga policji jako konsultant. Matka Harry’ego, potężna czarodziejka, umarła, gdy był jeszcze dzieckiem. Był wychowywany przez ojca, scenicznego magika. Po jego śmierci Harrym zaopiekował się wuj, Justin Morningway.
- porucznik Connie Murphy (Valerie Cruz) – policjantka z Chicago, często korzysta z umiejętności Harry’ego w co dziwniejszych sprawach. Bardzo oddana swojej pracy. Murphy jest twardą, rozsądną rozwódką, ma 9-letnią córkę Annę, która (według niej samej) spędza większość czasu ze swoim ojcem, ze względu na pracę Connie.
- Bob (Hrothbert z Bainbridge) (Terrence Mann) – stary duch, którego Harry odziedziczył po wuju. Jest jego doradcą i przyjacielem, a także czymś w rodzaju bazy danych. Autor kilku grimuarów. Skazany na wieczne błądzenie po świecie za karę – użył czarnej magii, by wskrzesić swoją ukochaną, Winifredę. Zaprojektował „Pudełko Zagłady” (Doom Box) (magiczny odpowiednik „Diabełka w pudełku”), które gromadzi i uwalnia magiczną energię „na kogo wypadnie, na tego bęc”. Dresden użył tego przedmiotu, by zabić Chodzącą w Skórach.
- Morgan (Conrad Coates) – jest strażnikiem Wysokiej Rady (rządzącej społecznością czarodziejów), podlegają mu okolice Chicago. Jest bardzo zasadniczy, potężny i często w konflikcie z Harrym z powodu różnic w podejściu do świata. Mimo to zdarza im się współpracować, zwykle w obronie niewinnych.

### Postaci drugoplanowe
- Scott Sharp (Dylan Everett) – dziesięciolatek, który zjawia się u Harry’ego prosząc go o pozbycie się potworów. Okazuje się, że posiada potencjał magiczny i jest ścigany przez Chodzącą w Skórach. [Birds of a Feather]
- Melissa – „źródło” czyli chodząca biblioteka Wysokiej Rady. W pierwszym odcinku Harry poprosił ją o informacje na temat Scotta Sharpa i jego matki. Została zabita przez Chodzącą w Skórach. [Birds of a Feather]
- Detektyw Sid Kirmani (Raoul Bhaneja) – partner Murphy, wątpi w umiejętności Dresdena
- Heather Bram (Kathleen Munroe) – od niedawna wilkołak, przemieniona przez agentkę FBI Kelly Raskin, miała być ostatnim elementem rytuału „usuwania” wilkołaka z ciała i osobowości Raskin. [Hair of the Dog]
- Sirota (Kim Coates) – demon odpowiedzialny za przemienianie ludzi w „pomiot piekieł”. [Rules of Engagement]
- Bianca (Joanne Kelly) – jeden z najpotężniejszych wampirów w Chicago, członkini Czerwonego Dworu; uratowała w przeszłości Harrry’ego i teraz żąda spłaty długu. [Bad Blood]
- Pradawna Maja (Jane McLean/Elizabeth Thai) – pochodząca z Azji przewodnicząca Wysokiej Rady, która odpowiada za kontakty między magami a innymi nadnaturalnymi istotami. [Bad Blood, Storm Front, Things That Go Bump]
- Sharon Mirell (Kerry Lai Fatt) – była pomocnica koronera, nekromantka [Soul Beneficiary]
- Dante Arrias (Nathaniel Stephenson) – magicznie uzdolniony student college’u, przez jakiś czas posiadacz Ręki Chwały [Walls]
- Susan Rodriguez (Rebecca McFarland) – reporterka, umawiała się z Dresdenem, by wyciągnąć od niego informacje o zjawiskach paranormalnych i istotach magicznych [Storm Front]

## Serial kontra książki
Serial w wielu punktach nie jest zgodny z cyklem książek. Wśród różnic można wymienić:
- samochód Dresdena: w książce Harry jeździł niebieskim Volkswagenem Beetle, zaś w serialu ma Jeepa (zmiany dokonano ze względu na wzrost Blackthorne’a
- postać Justina Morningway – (w powieściach Justin Du Morne) przedstawiony jako wuj Harry’ego, a nie tylko jako opiekun, który się nim zajął po śmierci ojca.
- postać Murphy: zmieniono jej aparycję oraz imię – z Karrin na Connie, by uniknąć porównań z policjantką z Chicago o podobnym imieniu; ponadto w książce Murphy nie miała dzieci, co było jedną z ważniejszych przyczyn rozwodu
- wiek Harry’ego w momencie zabójstwa Justine'a: w książce 16, w serialu ok. 31.
- romans Bianki z Harrym (po zabójstwie Justine'a)

Jim Butcher umieścił na swojej stronie następujące oświadczenie (jako odpowiedź na krytykę fanów dotyczącą różnic):

„The show is not the books. It is not meant to follow the same story. It is meant as an alternate world, where the overall background and story-world is similar, but not all the same things happen. The show is not attempting to recreate the books on a chapter-by-chapter or even story-by-story basis.”

## Odcinki
| 1 | Birds of a Feather  | Poznać ptaka po jego piórach | Michael Robison  | Peter Egan                       | 21 stycznia 2007 |
| Młody chłopak przychodzi do Harry’ego po pomoc w pozbyciu się potworów. |                     |                              |                  |                                  |                  |
| 2 | The Boone Identity  | Kim jest Gus Boon?           | James A. Contner | George Mastras                   | 28 stycznia 2007 |
| Harry pomaga handlarzowi, którego martwa córka pragnie zemsty na swoim mordercy. |                     |                              |                  |                                  |                  |
| 3 | Hair of the Dog     | Krew Wilkołaka               | Michael Nankin   | Laurence Walsh                   | 11 lutego 2007   |
| Harry prowadzi śledztwo w sprawie rytualnych morderstw, w które zaangażowane były wilkołaki – nie jako mordercy, lecz jako ofiary. |                     |                              |                  |                                  |                  |
| 4 | Rules of Engagement | Zobowiązanie                 | Michael Grossman | Curtis Kheel                     | 18 lutego 2007   |
| Harry pomaga młodej, pięknej kobiecie, której narzeczony próbuje zerwać swoje związki z bezlitosnymi demonicznymi siłami. |                     |                              |                  |                                  |                  |
| 5 | Bad Blood           | Zła krew                     | Rick Rosenthal   | Jack Bernstein                   | 25 lutego 2007   |
| Bianka, najpiękniejszy i najbardziej niebezpieczny wampir w Chicago, zatrudnia Dresdena, by odkrył, kto i dlaczego próbuje ją zabić. |                     |                              |                  |                                  |                  |
| 6 | Soul Beneficiary    | Dusza beneficjent            | Ken Girotti      | Peter Egan                       | 4 marca 2007     |
| W biurze Dresdena umiera mężczyzna, który miał wizje swojej śmierci. Prowadzone dochodzenie ujawnia mroczne sekrety z przeszłości Boba. |                     |                              |                  |                                  |                  |
| 7 | Walls               | Ściany                       | John Fawcett     | Hans Beimler Robert Hewitt Wolfe | 11 marca 2007    |
| Harry prowadzi dochodzenie w sprawie grupy złodziei – studentów college’u, którzy odkryli nadnaturalną metodę omijania najbardziej skomplikowanych zabezpieczeń. Problem polega na tym, iż sposób ten powoli ich zabija, jednego za drugim. |                     |                              |                  |                                  |                  |
| 8 | Storm Front         | Front burzowy                | David Carson     | Hans Beimler Robert Hewitt Wolfe | 18 marca 2007    |
| Harry zostaje wezwany, gdy policja znajduje w hotelu lokalnego gangstera i jego dziewczynę z wyrwanymi sercami. (Pierwotnie odcinek pilotażowy)                                                                                             |                     |                              |                  |                                  |                  |
| 9 | The Other Dick      | Drugi Szelma                 | James Head       | George Mastras                   | 25 marca 2007    |
| Zostaje zamordowany profesor kursu na prywatnego detektywa, w którym Harry bierze udział. Prowadząc śledztwo wraz z Liz Fontaine, konkurentką po fachu, odkrywa istotę wykorzystującą naiwność bezpłodnych kobiet.                          |                     |                              |                  |                                  |                  |
| 10 | What About Bob?     | Co się dzieje z Bobem?       | David Straiton   | David Simkins                    | 1 kwietnia 2007  |
| Ostatnia kochanka Dresdena ucieka z jego mieszkania z czaszką i Bobem, które dostarcza wujowi Justinowi Morningwayowi – temu samemu, który zginął z rąk Harry’ego 5 lat temu.                                                               |                     |                              |                  |                                  |                  |
| 11 | Things That Go Bump | Wybuchowe sprawy             | Michael Grossman | Robert Hewitt Wolfe              | 8 kwietnia 2007  |
| Pradawna Maja i Morgan szukają schronienia u Dresdena po tym, jak zostali zaatakowani przez jednego z wrogów Mai. Jednak zostają w środku uwięzieni potężnym zaklęciem.                                                                     |                     |                              |                  |                                  |                  |
| 12 | Second City         | Drugie miasto                | Nick Copus       | Barry M. Schkolnick              | 15 kwietnia 2007 |
| Tuż po opuszczeniu sklepu w tajemniczych okolicznościach ginie były członek gangu. Jednocześnie do Chicago wraca ojciec Murphy. |                     |                              |                  |                                  |                  |

## Wydanie DVD
7 sierpnia 2007 roku seria została wydana na DVD w regionie 1.